# Phil Younghusband
Philip James „Phil“ Younghusband (* 4. srpna 1987 Ashford, Surrey) je anglicko-filipínský profesionální fotbalista a reprezentant Filipín, hráč klubu Loyola Meralco Sparks FC z Quezon City.

## Hráčská kariéra
Narodil se v Ashfordu na předměstí Londýna anglickému otci a filipínské matce, jeho starší bratr James Younghusband je také profesionálním fotbalistou. Oba jsou odchovanci mládežnického systému Chelsea FC, v srpnu 2007 odešel Phil na hostování do dánského prvoligového klubu Esbjerg fB, v lednu 2008 se vrátil a jarní část sezóny odehrál za rezervu Chelsea FC. V létě 2008 odešel na Filipíny. V roce 2013 vyhrál s klubem Loyola Meralco Sparks ligový pohár.
V roce 2005 reprezentoval Filipíny na Hrách jihovýchodní Asie 2005 v Manile. Během reprezentační kariéry vstřelil 42 branek v 76 zápasech. Se šesti brankami byl králem střelců kvalifikace na AFF Championship 2007. Byl také nejlepším střelcem AFC Challenge Cupu 2012, kde jeho tým skončil na třetím místě.
V roce 2011 byl zvolen filipínským fotbalistou roku.

## Osobní život
Na Filipínách je známou celebritou, která vystupuje v mnoha televizních programech, pozornost médií přitahoval svým vztahem s herečkou Angel Locsin.